# Alhendín
Alhendín és un municipi situat en la part meridional de la Vega de Granada (província de Granada), en el sud-est d'Espanya.
Limita amb els municipis d'Armilla, Ogíjares, Villa de Otura, El Padul, Jayena, Agrón, Escúzar, La Malahá, Las Gabias i Churriana de la Vega. Per ell passa el riu Dílar.